# 過失致死傷罪
過失致死傷罪（かしつちししょうざい）とは、過失により人を死傷させる罪である。
過失により人を傷害した場合に過失傷害罪となり（刑法209条1項）、法定刑は30万円以下の罰金又は科料。同条2項により、親告罪とされている。一方、過失により人を死亡させた場合に過失致死罪となる（同210条）。法定刑は50万円以下の罰金。こちらは親告罪ではない。

## 過失
両罪とも暴行や傷害の故意がなく、死傷の結果について過失があることが要件となっている。暴行や傷害の故意があれば傷害罪・傷害致死罪が成立する。
また、業務上の過失である場合には業務上過失致死傷罪に、重過失があれば重過失致死傷罪に該当し、従来よりも重く処罰される。もっとも、「業務」の範囲が広く認められているため、また業務でなくとも（立件されるほどの事案であれば）重大な過失があったと認定する傾向がある。
さらに一定の類型の作為、不作為により死傷の結果を惹起した場合は結果的加重犯として処罰されるため（例：往来危険汽車転覆致死傷罪）、過失致死傷罪に該当する事例は狭い範囲に限られている。多くの類型は自転車事故や火気、燃料の誤取扱などによる死傷であるが、情状や結果が重かった場合には重過失致死傷罪として立件される事が多い。
なお、自動車（原動機付自転車を含む）の運転上必要な注意を怠り、過失により死傷に至った場合には、従来は業務上過失致死傷罪に問われていたが、自動車運転過失致死傷罪への改正を経て、自動車の運転により人を死傷させる行為等の処罰に関する法律の過失運転致死傷により処罰されるようになった。